# Buchanan County (Iowa)
Das Buchanan County ist ein County im US-amerikanischen Bundesstaat Iowa. Im Jahr 2020 hatte das County 20.565 Einwohner und eine Bevölkerungsdichte von 13,9 Einwohnern pro Quadratkilometer. Der Verwaltungssitz (County Seat) ist Independence.

## Geografie
Das County liegt im mittleren Nordosten von Iowa und wird vom Wapsipinicon River durchflossen. Es hat eine Fläche von 1.485 Quadratkilometern, wovon fünf Quadratkilometer Wasserfläche sind. An das Buchanan County grenzen folgende Nachbarcountys:
| Bremer County     | Fayette County | Clayton County  |
| Black Hawk County |                | Delaware County |
| Benton County     |                | Linn County     |

## Geschichte

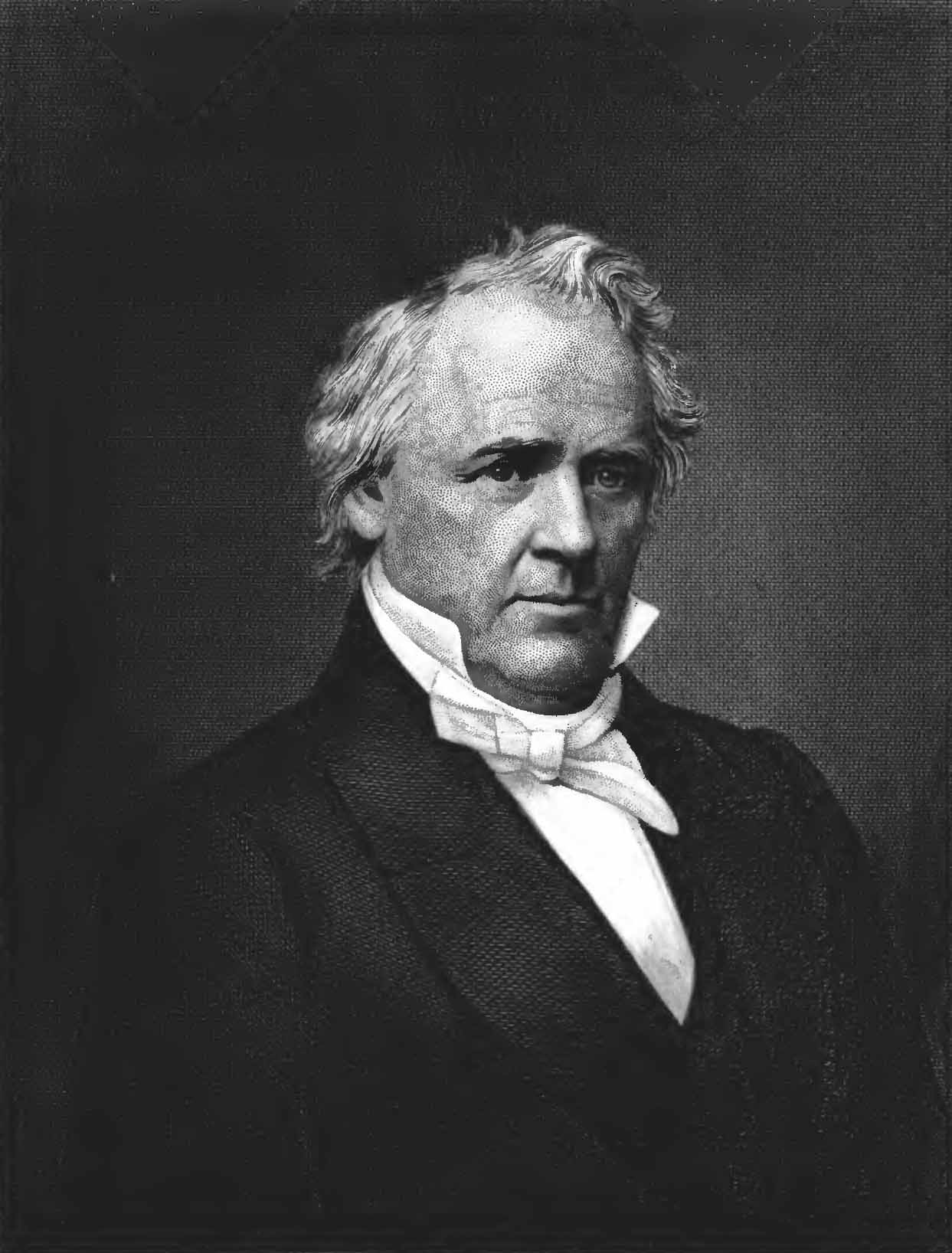
James Buchanan

Das Buchanan County wurde am 21. Dezember 1837 im damaligen Wisconsin-Territorium aus Teilen des Dubuque County gebildet. Benannt wurde es nach James Buchanan (1791–1868), dem 15. Präsidenten der USA (1857–1861).
Der erste dokumentierte permanente weiße Siedler in dieser Gegend war William Bennett, der hier im Februar 1842 ein Blockhaus errichtete. Die erste Wahl im County wurde 1847 abgehalten, bei der John Scott, Frederick Kessler und B. D. Springer als Vertreter des Volkes gewählt wurden. Das erste County Courthouse wurde im Mai 1858 fertiggestellt. Der Baubeginn des heutigen Courthouses fand im November 1938 statt.

## Bevölkerung
Nach der Volkszählung im Jahr 2010 lebten im Buchanan County 20.958 Menschen in 8.391 Haushalten. Die Bevölkerungsdichte betrug 14,2 Einwohner pro Quadratkilometer. In den 8.391 Haushalten lebten statistisch je 2,44 Personen.
Ethnisch betrachtet setzte sich die Bevölkerung zusammen aus 97,8 Prozent Weißen, 0,3 Prozent Afroamerikanern, 0,2 Prozent amerikanischen Ureinwohnern, 0,4 Prozent Asiaten sowie aus anderen ethnischen Gruppen; 1,1 Prozent stammten von zwei oder mehr Ethnien ab. Unabhängig von der ethnischen Zugehörigkeit waren 1,2 Prozent der Bevölkerung spanischer oder lateinamerikanischer Abstammung.
27,1 Prozent der Bevölkerung waren unter 18 Jahre alt, 57,6 Prozent waren zwischen 18 und 64 und 15,3 Prozent waren 65 Jahre oder älter. 50,4 Prozent der Bevölkerung war weiblich.
Das jährliche Durchschnittseinkommen eines Haushalts lag bei 51.052 USD. Das Prokopfeinkommen betrug 23.897 USD. 10,9 Prozent der Einwohner lebten unterhalb der Armutsgrenze.

## Ortschaften im Buchanan County
Citys
| - Aurora - Brandon - Fairbank1 - Hazleton | - Independence - Jesup2 - Lamont - Quasqueton | - Rowley - Stanley1 - Winthrop |

Unincorporated Communities
| - Bryantsburg - Doris - Littleton | - Monti - Otterville - Shady Grove |

1 – teilweise im Fayette County

2 – teilweise im Black Hawk County

## Gliederung
Das Buchanan County ist in 16 Townships eingeteilt:
| Township           | Einwohner (2010) | FIPS     |
| ------------------ | ---------------- | -------- |
| Buffalo Township   | 472              | 19-90384 |
| Byron Township     | 1057             | 19-90432 |
| Cono Township      | 444              | 19-90816 |
| Fairbank Township  | 1831             | 19-91266 |
| Fremont Township   | 253              | 19-91461 |
| Hazleton Township  | 1695             | 19-91902 |
| Homer Township     | 625              | 19-91977 |
| Jefferson Township | 767              | 19-92208 |

| Township             | Einwohner (2010) | FIPS     |
| -------------------- | ---------------- | -------- |
| Liberty Township     | 1200             | 19-92439 |
| Madison Township     | 695              | 19-92751 |
| Middlefield Township | 264              | 19-92919 |
| Newton Township      | 360              | 19-93096 |
| Perry Township       | 3252             | 19-93294 |
| Sumner Township      | 3014             | 19-94047 |
| Washington Township  | 4516             | 19-94458 |
| Westburg Township    | 513              | 19-94656 |